# Tarr Steps
Tarr Steps je kamenný deskový most v blízkosti obce Withypool v jižní Anglii, v národním parku Exmoor. Překonává řeku Barle a je chráněný jako památka I. stupně.
Most je složen ze žulových desek; největší je více než 2,4 m dlouhá a 1,5 m široká. Celková délka mostu je 55 m a nejdelší ze 17 rozpětí je 2,59 dlouhé. Přesný věk mostu je neznámý; místní věří, že byl postaven kolem roku 1000 př. n. l. Podle odborníků je však více pravděpodobné, že most pochází ze středověku, podobně, jako další významný kamenný deskový most ve Spojeném království, kterým je most v Postbridge. První písemná zmínka o mostu pochází ze 14. století.
Most byl v moderních dějinách vícekrát opravován, např. po povodních v roce 1952. Poslední velká rekonstrukce mostu se uskutečnila po povodních 22. prosince 2012, kdy byla zničena střední část stavby. Po povodni z 21. listopadu 2016, která most opět poškodila, byl znovu opraven.